# NGC 907
NGC 907 ist eine Balken-Spiralgalaxie mit ausgedehnten Sternentstehungsgebieten vom Hubble-Typ SBd im Sternbild Walfisch südlich der Ekliptik. Sie ist rund 73 Millionen Lichtjahre von der Milchstraße entfernt und hat einen Durchmesser von etwa 40.000 Lj. Gemeinsam mit NGC 899 und IC 223 bildet sie das gravitativ gebundene Galaxientrio KTS 16.

Das Objekt wurde am 20. Oktober 1784 vom deutsch-britischen Astronomen William Herschel entdeckt.